# Gaza (medicina)
Gaza je tanka, prozirna tkanina s rijetkim, mrežastim tkanjem u kojem su osnove niti isprepletene u parovima oko poprečnih niti, što joj daje stabilnost i omogućuje dobru prozračnost i upijanje tekućine. Zbog tih svojstava, gaze se često koriste u medicini kao prvi sloj za previjanje i zaštitu rana, a mogu biti izrađene i od pamučnih ili netkanih materijala različitih debljina.
Gaza kao tkanina počela se koristiti još u srednjem vijeku, a njezino ime potječe od arapske ili perzijske riječi za tanku tkaninu ili sirovu svilu.

## Podjela
Gaze se dijele prema nekoliko kriterija:

### Prema sterilnosti
- Sterilna gaza (koristi se direktno na ranu)

- Nesterilna gaza (za opću upotrebu, čišćenje, zaštitu)

### Prema obliku
- Komprese (kvadratni ili pravokutni komadi)

- Trake

- Role

- Zavoji

### Prema načinu obrade
- Obična (suha) gaza

- Impregnirana gaza (npr. vazelinska gaza)

### Prema slojevitosti i gustoći
- Jednoslojna gaza

- Višeslojna gaza (za veću moć upijanja)

### Prema veličini
- Različite dimenzije, ovisno o potrebi (npr. male komprese, velike role)[7]

## Primjena

### Medicina
Gaze se koriste u medicini za različite svrhe, među kojima su najvažnije:
- Previjanje rana radi zaštite i sprječavanja infekcije.[8]

- Upijanje krvi, tekućina i sekreta iz rana.[9]

- Čišćenje manjih posjekotina, ogrebotina i opeklina.[10]

- Djelovanje kao mehanička barijera koja štiti ranu od vanjskih utjecaja.[11]

- Primjena kao prvi sloj obloge na ranu, koji omogućava zadržavanje vlage i sprječava lijepljenje zavoja za ranu.[12]

- Upotreba u kirurškim zahvatima i njezi rana u bolničkoj i kućnoj medicini.[13][14]

- Pomoć u zaustavljanju krvarenja kao dio prvog zavoja.[15]
- Pri slučajnom gubitku zuba, gdje se koristi za pružanje pritiska pri vraćanju zuba u ležište ili za omotavanje zuba[16]

### Izvan medicine
U tekstilnoj industriji, gaza se često koristi za izradu lagane, prozračne odjeće, poput ljetnih haljina, šalova i ukrasnih slojeva na odjevnim predmetima, gdje omogućuje prozračnost i estetski efekt.
U kazališnoj i filmskoj produkciji, gaza poznata kao scrim koristi se kao dekorativni i tehnički materijal koji omogućuje zanimljive svjetlosne efekte, poput poluprozirnih pozadina ili vizualnih prijelaza na sceni.
Također, u knjigovezstvu se koristi poseban tip gaze nazvan mull, koji služi za povezivanje korica s unutrašnjim dijelovima knjige, pružajući dodatnu čvrstoću i dugotrajnost.
U industriji, metalna gaza (engl. wire gauze) ima važnu ulogu kao zaštitni i filtracijski materijal. Primjerice, koristi se u sigurnosnim lampama kako bi spriječila iskrenje i smanjila rizik od požara, ali i u raznim filtrima i ventilacijskim sustavima zbog svoje otpornosti i stabilnosti.